# Йостос
Йостос — негус Ефіопії з Соломонової династії.

## Життєпис
Був сином Делби Йясу та дочки імператора Йясу I. Був правителем провінції Сем'єн за часів правління Текле Гайманота I, але потрапив у немилість до імператора Тевофлоса, через що й доклав усіх зусиль, щоб усунути останнього з престолу.
Після смерті Тевофлоса, ефіопська знать вирішила поставити на царство свого представника Соломонової династії. Разом з тим, Йостос мав багато проблем під час свого правління та був змушений весь час перебувати у Гондері, залишаючи місто лише під час полювання. За кілька років політична ситуація стабілізувалась достатньо, щоб він зміг збудувати дві нові церкви: Лідета-Мар'ям (на честь Різдва Діви Марії) 1713 та Абба-Антонс (святого Антонія) 1715 року.
Одного разу проти Йостоса виникла змова з метою повалення його з престолу: коли він перебував за межами Гондера на полюванні, група осіб, яким він доручив управління, зайняла його місце. Йостос із групою довірених осіб повернувся до Гондера вночі, де й застав змовників зненацька. В результаті його головний міністр, головний конюший, а також п'ятеро інших були покарані відтинанням носів та вух і були ув'язнені. Утім, один з головних змовників зумів утекти, але згодом упіймали та покарали і його.
Наступного року Йостос здійснив каральну експедицію проти народу, що мав загальну назву шангалла, що проживав уздовж західного кордону держави. Імператор убивав дорослих та брав у полон їхніх дітей.
У січні 1716 року Йостос захворів та пішов з публічного життя. Згодом негус помер, а новим імператором став Девіт III, його дядько.